# Final Masquerade
Final Masquerade (englisch für Letzte Maskerade) ist ein Lied der US-amerikanischen Rockband Linkin Park. Der Song ist die dritte Singleauskopplung ihres sechsten Studioalbums The Hunting Party und wurde am 9. Juni 2014 veröffentlicht.

## Inhalt
Final Masquerade handelt von einer zu Ende gehenden Beziehung. Chester Bennington singt aus der Perspektive des lyrischen Ichs über Zerrissenheit und verblasste Freude auf den nächsten Tag. Im Refrain heißt es, dass gestern alles heller war und sich jetzt Schatten darüber legen. Das einst geschworene „für immer“ ende in einer „letzten Maskerade“, da sich beide nicht eingestehen können, dass die Beziehung keine Zukunft habe.

“The light on the horizon was brighter yesterday

With shadows floating over, the scars began to fade

We said it was forever, but then it slipped away

Standing at the end of the final masquerade, the final masquerade”

## Produktion
Der Song wurde von den Linkin-Park-Mitgliedern Brad Delson und Mike Shinoda produziert. Beide fungierten neben den anderen Bandmitgliedern und Rakim auch als Autoren.

## Musikvideo
Bei dem zu Final Masquerade gedrehten Musikvideo führte Mark Pellington Regie. Es verzeichnet auf YouTube über 126 Millionen Aufrufe (Stand Januar 2024). Das Video zeigt verschiedene Personen, darunter ein schreiendes Baby, eine Frau mit Engelsflügeln, eine weitere Frau mit kurzen Haaren und andere Menschen, die sich teils in einem verlassenen Fabrikgebäude befinden und alle einen bedrückten bis verzweifelten Eindruck machen. Dazwischen sind die Bandmitglieder zu sehen, die den Song unter freiem Himmel spielen, wobei Chester Bennington öfter in Nahaufnahme beim Singen gezeigt wird. Mehrmals ist der Schriftzug „The End Is Near“ zu lesen.

## Single

### Covergestaltung
Das Singlecover zeigt eine graue Frauenstatue, die von Blüten umgeben ist. Der Hintergrund ist ebenfalls grau gehalten, wobei Rauchschwaden zu sehen sind. Oben im Bild befindet sich der schwarze Schriftzug Final Masquerade.

### Titelliste
1. Final Masquerade – 3:37
2. Until It’s Gone (Live at Rock am Ring) – 3:50

### Chartplatzierungen
Final Masquerade stieg am 12. September 2014 auf Platz 94 in die deutschen Singlecharts ein und erreichte am 31. Oktober 2014 mit Rang 70 die höchste Platzierung. Insgesamt war es neun Wochen lang in den Top 100 vertreten. In Österreich erreichte das Lied Position 65 und in der Schweiz Platz 64, wobei es jeweils drei Wochen in den Charts vertreten war. Weitere Chartplatzierungen gelangen unter anderem in Neuseeland, Dänemark, Spanien, Australien und Frankreich.
| ChartsChartplatzierungen | Höchstplatzierung | Wochen |
| ------------------------ | ----------------- | ------ |
| Deutschland (GfK)        | 70 (9 Wo.)        | 9      |
| Österreich (Ö3)          | 65 (3 Wo.)        | 3      |
| Schweiz (IFPI)           | 64 (3 Wo.)        | 3      |